# Transkeidectes multidentis
Transkeidectes multidentis är en insektsart som beskrevs av Naskrecki 1992. Transkeidectes multidentis ingår i släktet Transkeidectes och familjen vårtbitare. Inga underarter finns listade i Catalogue of Life.